# Saulo Diniz
Saulo Diniz foi um político brasileiro do estado de Minas Gerais. Foi deputado estadual em Minas Gerais, durante o período de 1955 a 1963 (3ª e 4ª legislaturas), pelo PTB.